# Dusona simlaensis
Dusona simlaensis är en stekelart som först beskrevs av Cameron 1905.  Dusona simlaensis ingår i släktet Dusona och familjen brokparasitsteklar. Inga underarter finns listade i Catalogue of Life.